# Boeing F/A-18E/F Super Hornet
Boeing F/A-18E/F Super Hornet – amerykański ponaddźwiękowy wielozadaniowy samolot pokładowy US Navy wprowadzony do służby pod koniec lat 90. jako powiększona i unowocześniona wersja F/A-18C/D Hornet.

## Historia

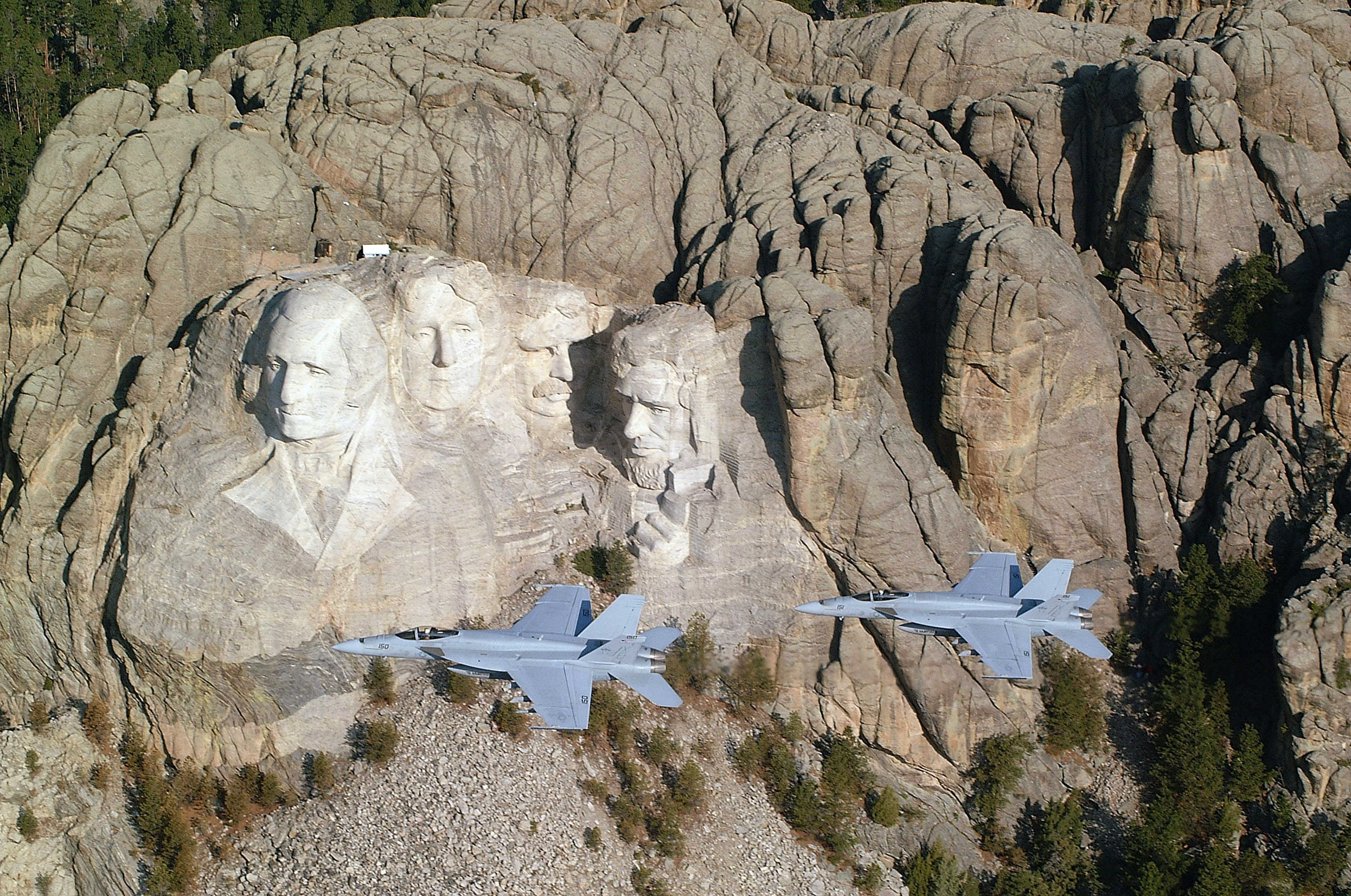
Dwa samoloty F/A-18E/F Super Hornet nad Mount Rushmore w Dakocie Południowej.

Samolot Super Hornet, będący powiększoną wersją wcześniejszej użytkowanej przez US Navy odmiany F/A-18C/D Hornet został zamówiony w 1992 roku w wytwórni McDonnell Douglas i oblatany 29 listopada 1995. Pierwsze lądowanie na lotniskowcu miało miejsce w 1997, a wprowadzenie do produkcji w 1999 roku. Obecnie maszyna jest produkowana w dwóch wersjach, jednomiejscowej F/A-18E i dwumiejscowej F/A-18F.
Pomijając bardzo podobny, ale powiększony kształt płatowca, różnice w porównaniu do Horneta są tak duże, że Super Hornet jest uważany za całkiem nową konstrukcję. Dla odróżnienia od pierwowzoru nowej maszynie nadano nieoficjalną nazwę Rhino (ang. nosorożec).
Super Hornet zastąpił używane do niedawna przez US Navy samoloty myśliwskie F-14 Tomcat, a także wyspecjalizowane maszyny przeznaczone do pełnienia innych zadań, takie jak szturmowe A-6E Intruder, wielozadaniowe S-3B Viking, czy tankowce KA-6D. Wersja Super Horneta przeznaczona do zadań walki elektronicznej nosząca oznaczenie EA-18G Growler zastąpić ma w tej roli samolot EA-6B Prowler. Wymiana wielu typów maszyn na jedną wiąże się głównie z redukcją kosztów obsługi, które sukcesywnie wzrastają wraz z rozwojem coraz nowszych technologii. W czasach wojny w Wietnamie misje obecnie wykonywane przez jeden typ samolotu Super Hornet były wypełniane przez specjalizowane do konkretnych zadań maszyny A-4 Skyhawk, A-6 Intruder, A-7 Corsair II, F-4 Phantom II, RA-5C Vigilante, KA-3B Skywarrior, KA-6 Intruder, EA-6B Prowler, F-8 Crusader i A-1 Skyraider. Ocenia się, że dzięki redukcji typów samolotów bojowych i zastąpieniu ich Super Hornetem oszczędza się około 1 miliarda USD rocznie. Jedynymi maszynami, które nie są zagrożone wymianą na wielozadaniowy F/A-18E/F Super Hornet są samoloty o napędzie turbośmigłowym i śmigłowce.
Na początku lat 80. amerykańska marynarka wojenna miała problemy z zastąpieniem przestarzałych maszyn pokładowych A-6 Intruder i A-7 Corsair. Program nowej maszyny A-12 Avenger II, która miała zastąpić te samoloty został anulowany ze względu na duże problemy projektowe, a z kolei doświadczenia z wojny w Zatoce Perskiej dowiodły, że lotnictwo marynarki jest przestarzałe i ma zbyt małą siłę uderzeniową w porównaniu do USAF-u. Ze względu na brak konkretnego programu budowy nowego samolotu dla marynarki, który mógłby być zrealizowany przed rokiem 2020, unowocześnienie istniejących maszyn stało się dużym wyzwaniem dla konstruktorów. Jako alternatywę dla projektowanego A-12 Avenger, wytwórnia McDonnell Douglas zaproponowała Super Horneta, początkowo oznaczonego jako Hornet II, który miał być modyfikacją istniejących maszyn wcześniejszych wersji, zdolnym do zastąpienie charakteryzującego się większym od standardowego F-18 zasięgiem i udźwigiem uzbrojenia. W tym samym czasie US Navy zdecydowała o zastąpieniu myśliwca obrony powietrznej floty F-14 Tomcat, którym początkowo miała być pokładowa wersja samolotu F-22 Raptor.

## Opis konstrukcji

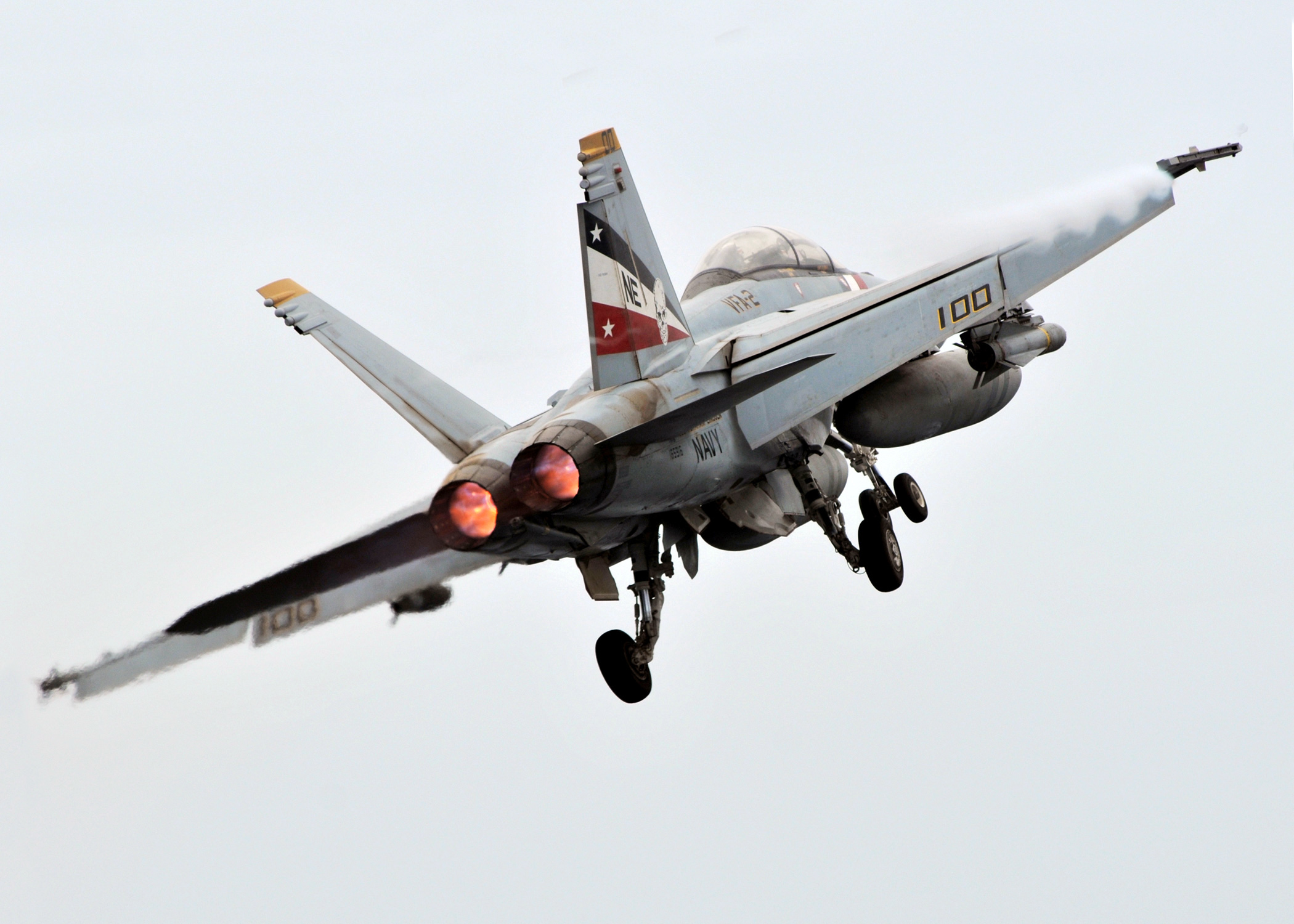
F/A-18F startujący z USS „Abraham Lincoln” (CVN-72)

Super Hornet został zbudowany z elementów opracowanych przy budowie samolotów wcześniejszych generacji. Konstrukcja skrzydeł pochodzi z myśliwca F-5 Freedom Fighter. Kadłub zbudowano na podstawie prototypu lekkiego myśliwca YF-17 Cobra, ale elementy te powiększono na tyle, aby udźwig nowej maszyny był porównywalny z udźwigiem F-4 Phantoma II. Nowy samolot jest około 20% większy, ma masę własną wyższą o 3200 kg i 6400 kg większą masę maksymalną od standardowego Horneta. W porównaniu do YF-17 zabiera o 10% więcej paliwa, a jego masa jest o 8% większa od krytykowanego za duże rozmiary F-15C Eagle. Jednocześnie jest o około 4500 kg lżejszy niż F-14 Tomcat, który został wycofany ze względu na zbyt wysokie koszty utrzymania.
W porównaniu z Hornetem skrzydła, centralna i ogonowa część kadłuba oraz usterzenie i silniki są całkowicie nowe. Powierzchnia skrzydeł jest o 25% większa od wymaganej dla samolotów zdolnych do lądowania na lotniskowcach z pełnym obciążeniem. Jest to ważna cecha ze względu na stosowanie drogiego uzbrojenia precyzyjnego, które w przeciwnym wypadku trzeba było zrzucać np. do morza. Kadłub został powiększony, aby zmieścić więcej paliwa oraz nowoczesnych systemów awionicznych. Jednostkę napędową stanowią dwa silniki General Electric F414 o większym o 35% ciągu. Dodatkowo dodano możliwość podwieszenia pięciu 1700-litrowych zbiorników z paliwem używanych do dalekich przelotów (przebazowania) lub czterech zbiorników i urządzenia do tankowania w powietrzu, pozwalającego na wykonywanie zadań powietrznej cysterny. Zastosowano skośne wloty powietrza do silników, dwa dodatkowe węzły podwieszeń pod skrzydłami, oraz drobne zmiany aerodynamiczne. Do budowy Super Horneta użyto niewielkiej liczby części ze starszego F/A-18 Hornet, zwłaszcza w przedniej części kadłuba.
Wyposażenie elektroniczne stanowi nowy radar APG-79 AESA (Advanced Electronically Scanned Array) z aktywnym elektronicznym skanowaniem fazowym, zaawansowane systemy naprowadzania w podczerwieni (ATFLIR – Advanced Targeting FLIR). Do 2005 w samolotach montowano dotychczasowy wielofunkcyjny radar pulsacyjno-doplerowski APG-73 (używany też w późnych F/A-18C/D USMC), docelowo APG-79 będzie zamontowany na wszystkich Super Hornetach. Radar umożliwia jednoczesne naprowadzanie kilku pocisków rakietowych naraz bez względu na ich kąt względem samolotu, odległość i kurs. Dokładność radaru jest bardzo wysoka, a jego producent bada możliwości kierunkowego zagłuszania nim emiterów wroga. Może też być używany symultanicznie, tzn. jeżeli jeden z członków załogi używa trybu powietrze–powietrze, drugi członek załogi może używać trybu powietrze–ziemia bez zauważalnych dla załogi zakłóceń każdego z trybów. Super Hornet może przenosić do 10 pocisków rakietowych typu AIM-120 AMRAAM.

## Uzbrojenie
F/A-18E/F Super Hornet jest wyposażony w uzbrojenie strzeleckie w postaci działka M61A1/A2 Vulcan systemu Gatlinga strzelające amunicją kalibru 20 mm, oraz 11 węzłów na uzbrojenie podwieszane. Dwa z nich znajdują się na końcach skrzydeł i umożliwiają zainstalowanie pocisków AIM-9 Sidewinder. Centralny węzeł podkadłubowy służy do instalowania zbiornika paliwa lub instalacji do tankowania w powietrzu natomiast na dwóch bocznych węzłach podkadłubowych można podczepić pociski AIM-120 AMRAAM lub AIM-7 Sparrow, albo zasobnik nawigacyjno-celowniczy AN/ASQ-228 ATFLIR. Sześć węzłów podskrzydłowych, z których cztery wewnętrzne mają zwiększony udźwig, umożliwia zainstalowanie szerokiej gamy uzbrojenia bombowego i rakietowego. Łącznie samolot może przenosić pociski AIM-120 AMRAAM (do dwunastu sztuk, w tym po dwa na węzłach o zwiększonym udźwigu), AIM-7 Sparrow, AGM-84 Harpoon, AGM-88 HARM, AGM-45 Shrike, AGM-84E SLAM, SLAM-ER, AGM-62 Walleye, AGM-65 Maverick. Ponadto bomby kierowane AGM-154 JSOW oraz serii JDAM i Paveway, ogólnego przeznaczenia serii Mk 80, kasetowe CBU-59 Rockeye II i CBU-78 Gator, bomby zapalające Mk 77, a także atomowe B57 lub B61. Możliwe jest również zainstalowanie wyrzutni niekierowanych pocisków rakietowych Hydra 70 kalibru 70 mm lub Zuni kalibru 127 mm.

## Produkcja i eksport
Pierwszą maszynę przedseryjną Boeing dostarczył w grudniu 1998, dostawy 12 maszyn produkcji niskoseryjnej zrealizowano w listopadzie 1999. Samoloty seryjne były dostarczane w ramach kontaktów wieloletnich (Multi-Year Procurement/MYP), ogółem 46 seriach produkcyjnych. MYP I obejmował 210 sztuk zakupionych w latach 2000–2004. W ramach MYP II w latach 2005–2009 zakupiono 210 F/A-18E/F i EA-18G (dostawy 2007-2011). W 2009 MYP II rozszerzono o 47 samolotów, w tym kontrakt w ramach Foreign Military Sales na 24 F/A-18F dla Australii. Dostawy serii MYP II zakończono w lutym 2012 roku. Do 2012 roku US Navy otrzymała 209 F/A-18E i 258 F, a Australia 24 F/A-18F. W 2010 ogłoszono zlecenie MYP III na 124 samoloty (46 F/A-18E, 20 F/A-18F Super Hornet, 58 EA-18G Growler) z dostawami w latach 2012–2014. Pierwszy samolot z partii MYP III przekazano w marcu 2012, kontrakt rozszerzono też o 24 samoloty z opcji do 148 sztuk i dostawami w 2015 roku. Dostawy F/A-18/EA-18 wynosiły w kolejnych latach: 45 w 2008, 49 w 2009, 50 w 2010, 49 w 2011, 48 w 2012 i 2013, 44 szt. w 2014 roku, 35 szt. w 2015, 25 szt. w 2016 roku oraz 23 szt. w 2017. Do 2015 roku dostarczono 115 szt. EA-18G do USN. 28 lutego 2013 kongres poinformowano o możliwej sprzedaży do Australii 12 F/A-18E/F i 12 EA-18G wraz z wyposażeniem za maksymalnie 3,6 mld USD. W maju 2013 roku Australia zdecydowała o zakupie dwunastu EA-18G. Do 2020 r. marynarka odebrała 322 F/A-18E, 286 F/A-18F (w wersjach Block I i II) i 160 EA-18G.
Od 2013 roku Boeing oferował na eksport nową możliwą wersję oznaczoną Advanced Super Hornet ze zmodernizowaną awioniką i dodanie konforemnych zbiorników paliwa. W 2017 roku US Navy zaproponowano modernizację posiadanych samolotów do wersji Block III. 17 listopada 2016 roku do kongresu wpłynęły zapytania o zgodę na eksport do Kuwejtu 40 samolotów F/A-18E/F z pakietem wsparcia za ok. 10 mld USD oraz z Kataru na 72 samoloty F-15QA. Bez zamówień eksportowych zakładom Boeinga w Saint Louis, Missouri groziło zamknięcie. Kuwejt kupił finalnie 22 F/A-18E i 6 F/A-18F za ok. 2,7 mld USD, a Katar 36 F-15QA. Pod koniec 2016 US Navy ujawniła plan kontynuowania zakupów Super Hornetów od roku budżetowego 2018 dla zastąpienia F/A-18C/D. W 2019 roku Boeing otrzymał od marynarki wart 4 mld USD kontrakt na produkcję 78 nowych F/A-18 Block III (61 F/A-18E i 17 F) oraz pierwszy kontrakt na modernizację eksploatowanych Super Hornetów do tego standardu. W 2021 roku zrezygnowano z konforemnych zbiorników paliwa, ale zapotrzebowanie wzrosło do 110 nowych samolotów Block III i modernizację do tego standardu 350 posiadanych samolotów. W 2024 Marynarka zamówiła ostatnią transzę 17 nowych Super Hornetów (12 F i 5 E) co w związku z brakiem nowych zamówień eksportowych (ostatnią szansą na eksport były samoloty pokładowe dla Indii) doprowadziło do zakończenia produkcji F/A-18 w 2025 roku. Finalnie Marynarka USA otrzymała 388 F/A-18E, 315 F/A-18F plus 160 EA-18G. Dodatkowo do Australii wyeksportowano 24 F/A-18F i 13 EA-18G (jeden w 2023 dla zastąpienia uszkodzonej w 2018 sztuki) oraz 22 F/A-18E i 6 F/A-18F dla Kuwejtu.
Koniec produkcji Super Horneta dla Boeinga zrekompensowały kontrakty na 129 F-15EX dla USAF, 25 F-15IA dla Izraela, samolot szkolny T-7A, dron MQ-25 oraz projekt samolotu przewagi powietrznej F-47. Dla zastąpienia starszych wersji F/A-18C/D marynarka wojenna USA pozyskuje 260 sztuk F-35C, a piechota morska dalsze 80 F-35C. Następcę samolotów F/A-18E/F wyłoni program F/A-XX.

## Użycie bojowe Super Hornetów

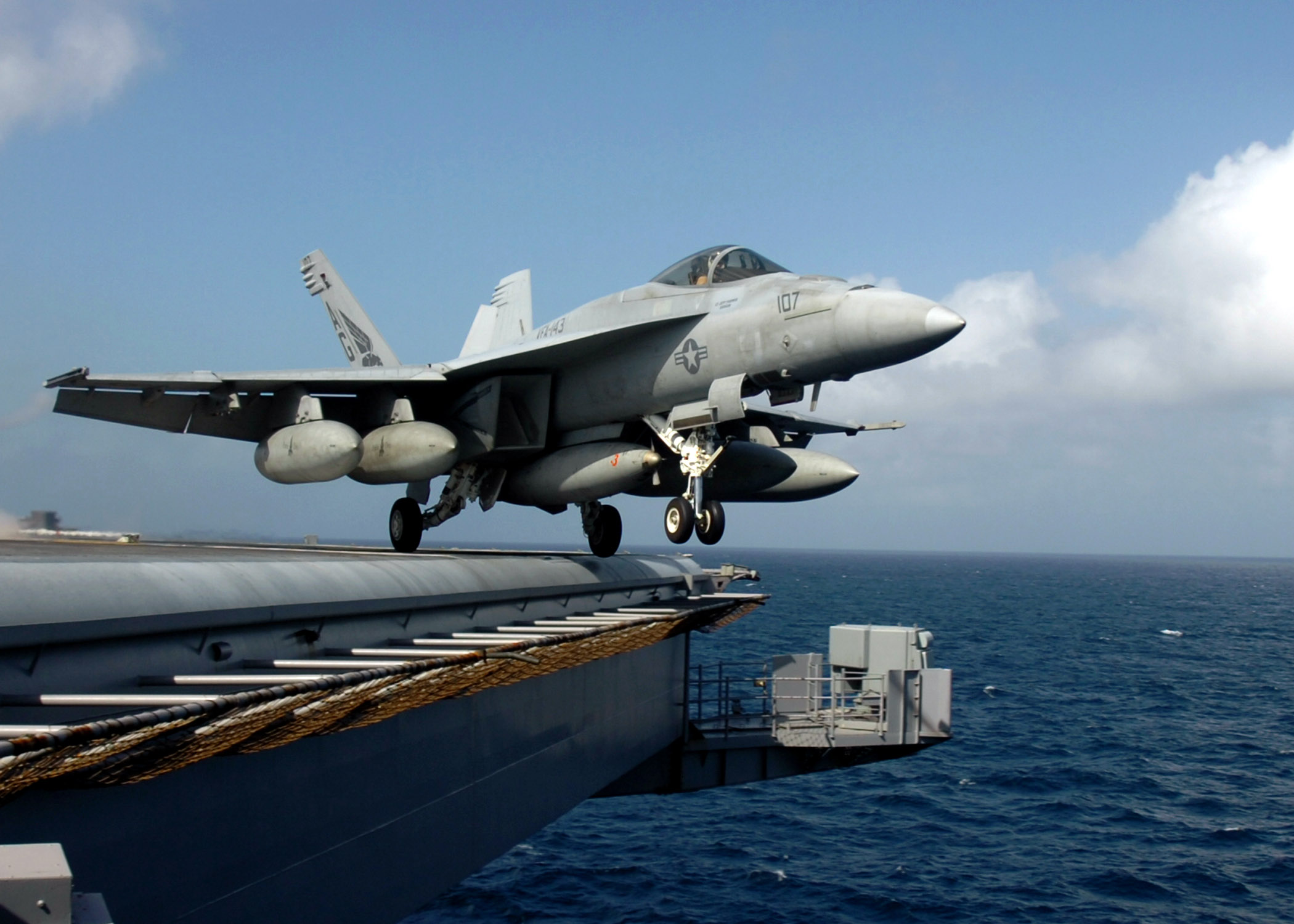
F/A-18E startujący z USS Dwight D. Eisenhower (CVN-69)

Jako pierwsze w rejon działań zostały wysłane Super Hornety z dywizjonu VFA-115 zaokrętowane na USS „Abraham Lincoln”. Pierwszą misją bojową samolotów Super Hornet był atak na naziemne przeciwlotnicze wyrzutnie rakietowe przeprowadzony 6 listopada 2002 roku w pobliżu Al-Kut przy pomocy pocisków rakietowych powietrze-ziemia. Podczas jednej z misji z samolotu F/A-18E Super Hornet po raz pierwszy zrzucono nową bombę JDAM.
Podczas operacji Iraqi Freedom samoloty Super Hornet były używane w misjach SEAD (Suppression of Enemy Air Defences – stłumienia obrony powietrznej wroga), szturmowych oraz jako latające cysterny.
8 września 2006 Super Hornet zrzucił bomby GBU-12 i GBU-38 na pozycje talibów niedaleko Kandaharu.
W toku wojny domowej w Syrii Super Hornety były używane zarówno przez Stany Zjednoczone, jak i przez Australię. 18 czerwca 2017 roku około godziny 18.43 samolot uderzeniowy Su-22 lotnictwa syryjskich sił rządowych, który rozpoczął atak na oddziały rebelianckie (opozycyjne) na południe od miasta As-Saura, został strącony przez myśliwiec F/A-18E z eskadry VFA-87 „Golden Warriors”  amerykańskiej marynarki wojennej.

## Wypadki
- 18 października 2002 nad oceanem Spokojnym zderzyły się dwa F/A-18F, zginęło czterech amerykańskich lotników.
- 6 kwietnia 2011 dwuosobowa załoga zginęła w katastrofie F/A-18F z NAS Lemoore w Kalifornii[39].
- 16 marca 2012 w trakcie nocnego lotu treningowego nad Strefą Sił Powietrznych Nellis w Nevadzie zderzyły się dwa F-18E eskadry VFA-137 z NAS Lemoore, jeden z samolotów rozbił się, ale pilot zdołał się katapultować[40].
- 8 kwietnia 2013 do wód Zatoki Perskiej w pobliżu USS Dwight D. Eisenhower (CVN-69) spadł F/A-18F należący do eskadry VFA-103 „Jolly Rogers”; obu członków załogi uratowano[41].
- 27 maja 2016 Nad Atlantykiem, w pobliżu wybrzeża stanu Karolina Północna, doszło do kolizji dwóch samolotów bojowych marynarki wojennej USA – poinformowała amerykańska Straż Przybrzeżna. Maszyny typu F/A-18F spadły do oceanu. Wszystkich czterech pilotów uratowano i przetransportowano do szpitala. Nie podano żadnych informacji o ich stanie[42].
- 21 kwietnia 2017 w trakcie podejścia do lądowania na USS Carl Vinson (CVN-70) na południu od Filipin rozbił się F/A-18E z VFA-137. Pilot katapultował się i został uratowany przez śmigłowiec[43].
- 13 marca 2018 r. podczas podejścia do lądowania w bazie US Navy na Florydzie F/A-18 F Super Hornet wpadł do wody u wybrzeży Key West, obaj piloci katapultowali się, jednak w nocy z 14 na 15.03.2018 r. podana została wiadomość, iż piloci zmarli w szpitalu[44].

## Wersje specjalne

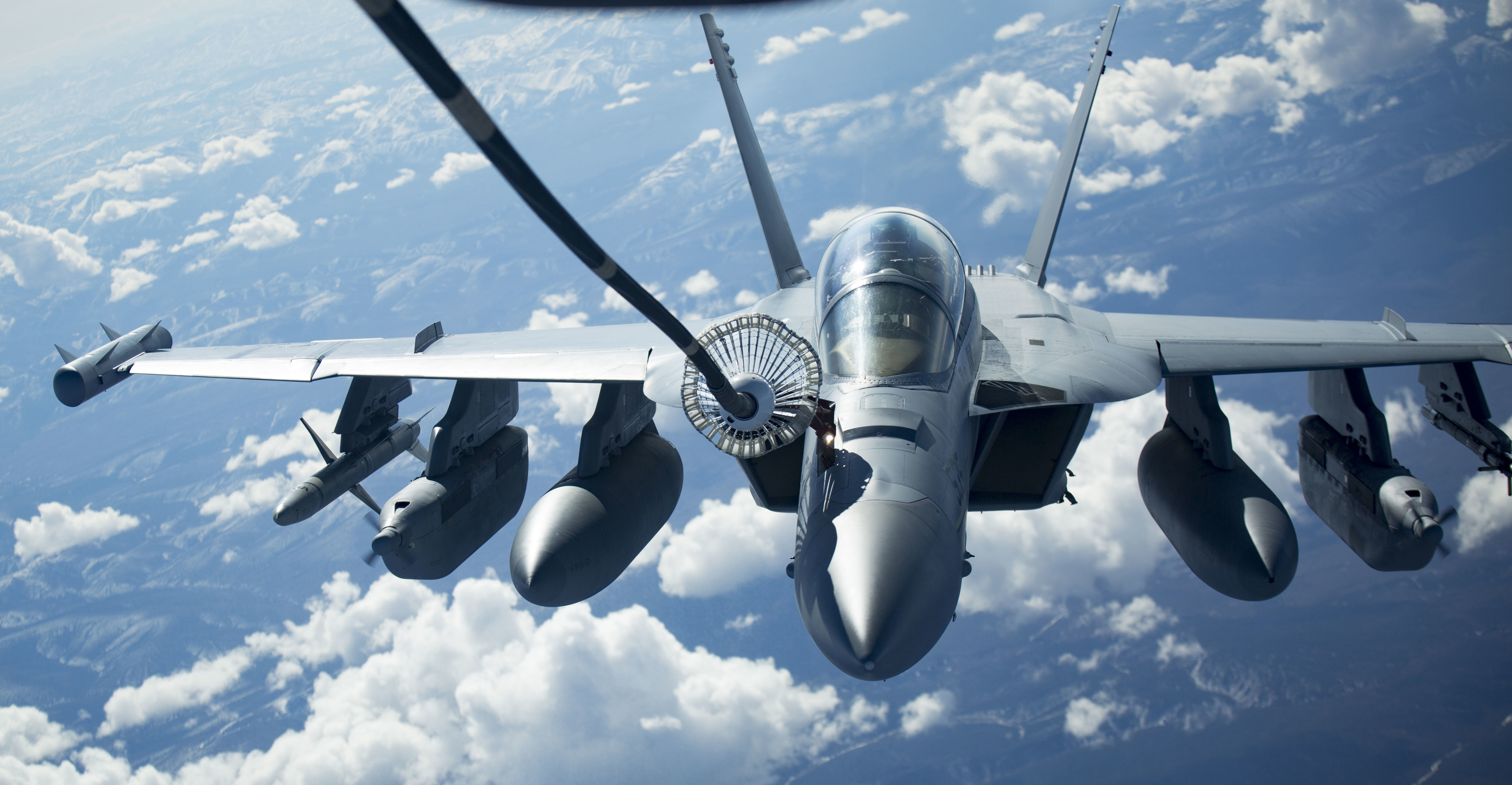
Growler tankujący w locie; pod skrzydłami zasobniki ALQ-99 (na drugim węźle od kadłuba)

### EA-18G
Samolot walki elektronicznej zbudowany na podstawie dwumiejscowego F/A-18F i oznaczony jako EA-18G Growler (ang. warczący) zastąpił w służbie US Navy maszynę Northrop Grumman EA-6B Prowler. Prototyp został oblatany 15 listopada 2001 roku i wprowadzony do produkcji 22 października 2004. Pierwszy EA-18G wzbił się w powietrze po raz pierwszy 15 sierpnia 2006. Wprowadzenie maszyn do służby nastąpiło w 2009 roku. US Navy zamówiła 114 maszyn tego typu.
Drugim użytkownikiem Growlerów został RAAF, który będzie je wykorzystywał w składzie 6. Eskadry. Pierwsze maszyny przyleciały do Australii 28 lutego 2017 roku.
Samolot EA-18G Growler ma być wyposażony w pięć taktycznych zasobników zakłócających ALQ-99, dwa pociski AIM-120 AMRAAM do samoobrony i dwa przeciwradarowe AGM-88 HARM. Przewiduje się również zastosowanie systemu INCANS umożliwiającego zakłócanie systemów nieprzyjaciela przy jednoczesnym utrzymaniu łączności radiowej z własnymi siłami.